# Dictyophleba setosa
Dictyophleba setosa är en oleanderväxtart som beskrevs av B. de Hoogh. Dictyophleba setosa ingår i släktet Dictyophleba och familjen oleanderväxter. Inga underarter finns listade i Catalogue of Life.